# Dichaea dammeriana
Dichaea dammeriana är en orkidéart som beskrevs av Friedrich Fritz Wilhelm Ludwig Kraenzlin. Dichaea dammeriana ingår i släktet Dichaea och familjen orkidéer. Inga underarter finns listade i Catalogue of Life.